# Micropora robusta
Micropora robusta är en mossdjursart som beskrevs av Cook 1985. Micropora robusta ingår i släktet Micropora och familjen Microporidae. Inga underarter finns listade i Catalogue of Life.